# КУД „Бранко Цветковић”
КУД Бранко Цветковић основано је 1945.године у Београду, налази се у улици Милоша Поцерца број 10. Културно уметничко друштво Бранко Цветковић добитник је престижних признања за висок уметнички ниво извођења програма. КУД је од стране институција међународног значаја уврштен у Амбасадоре добре воље и културе, члан је међународних асоцијација за културу ФИСАИЦ, Ц.И.О.ф и савеза КУД-ова Београда.
У склопу Културно уметничког друштва су секције: фолклорни ансамбл, камерни хор, народи оркестар и група певача.